# Voivodato de Brátslav
El voivodato de Brátslav o de Bracław (en latín: Palatinatus Braclaviensis; en polaco: Województwo bracławskie) era una división administrativa de la Mancomunidad de Polonia-Lituania. Creado en 1566 como parte del Gran Ducado de Lituania, pasó a la Corona de Polonia en 1569 tras la Unión de Lublin. Después de las particiones de Polonia en 1793, el voivodato fue tomado por el Imperio ruso y reemplazado por el Virreinato de Brátslav.
En 1648-57, el territorio del voivodato hizo parte del Hetmanato cosaco luego del levantamiento de Jmelnitski y la tregua de Andrúsovo, mientras que en 1672-99 se convirtió en parte de la Ucrania otomana, que era un vasallo del Imperio otomano (véase: tratado de Buczacz y tratado de Karlowitz ).

## Visión
Junto con el voivodato de Podolia formó la provincia histórica de Podolia y parte de la provincia de la Pequeña Polonia.
Oficialmente, la capital del voivodato estaba en Braclaw (hoy Brátslav), pero los voivodas locales también residían en Winnica (Vínnitsa). Se dividió en el condado de Braclaw y el condado de Winnica. El propio condado de Braclaw se dividió en dos distritos: Braclaw y Zwinogrodek (algunas fuentes afirman que había un condado de Zwinogrodek separado). En 1791, el Gran Sejm también creó el condado de Boh (polaco: powiat nadbohski), pero nunca se creó debido a la guerra ruso-polaca de 1792. El voivodato de Braclaw tenía dos senadores: el voivoda y el castellano de Braclaw. También tenía seis diputados en el Sejm: dos del condado de Braclaw, dos del condado de Winnica y dos del distrito de Zwinogrodek. Sejmiks locales tenían lugar en Winnica. Hoy la región pertenece a Ucrania y Transnistria en Moldavia.
Zygmunt Gloger en su monumental libro "Geografía histórica de las tierras de la Antigua Polonia" ofrece una descripción detallada del voivodato de Braclaw:
Después de la Unión de Lublin, la provincia de Podolia fue anexada por el Reino de Polonia. Poco después, la Podolia ucraniana, ubicada más abajo que el voivodato de Podolia, entre los ríos Dniéster y Bug, se convirtió en el voivodato de Braclaw. Tenía tres castillos en Braclaw, Winnica y Zwinogrod (...) En 1570, se creó una comisión real especial para marcar los límites del voivodato. Su límite occidental estaba marcado por el río Murachwa, y en el sureste, estaba separado de Valaquia por el Dniéster. La comisión marcó la frontera norte del voivodato a lo largo del camino de la Tartaria Negra, y para resolver las disputas entre los voivodatos de Brátslav y voivodato de Kiev, el rey Stefan Batory en 1584 declaró que la línea fronteriza estaría marcada por el río Uhorski Tykicz (...)
A fines del siglo XVI, la mayor parte del voivodato de Braclaw era un campo salvaje despoblado. La vida política y social existía solo en el cinturón agrícola, ubicado en las inmediaciones de los castillos reales. Sin embargo, los colonos comenzaron a moverse hacia el desierto, incluso a lo largo de la frontera sur de la provincia, en el área llamada Pobereze (...) Después de la Unión de Lublin, cuando las tierras ucranianas fueron anexadas por la Corona del Reino de Polonia, la vida se volvió más organizada, con starostas, voivodas, nobleza, sejmiks y cortes (...)
El condado de Winnica era más pequeño, pero más poblado. Tenía un área de 200 millas cuadradas, en la esquina noroeste del voivodato, a lo largo del río Boh . El condado de Braclaw tenía un área de 420 millas cuadradas y constaba de dos distritos: Braclaw y Zwinogrod. El distrito de Zwinogrod cubría el desierto de las Aguas Azules (véase también batalla de las Aguas Azules), pero debido a la destrucción del Castillo de Zwinogrod, no surgió como un condado separado (...) En 1584, Stefan Batory dividió esta área entre los voivodatos de Braclaw y Kiev, a lo largo del río Uhorski Tykicz (...)
En 1569, el primer vaivoda de Braclaw fue el príncipe Roman Sanguszko, mientras que el primer castellano fue Kniaz Jedrzej Kapusta. En 1589, el Sejm polaco ordenó que todos los documentos oficiales del voivodato de Braclaw se escribieran en el idioma antiguo eslavo oriental (...) El voivodato tenía dos senadores (el voivoda y el castellano de Braclaw), seis diputados al Sejm y dos diputados al Tribunal de la Pequeña Polonia en Lublin. Además, al igual que en el vecino voivodato de Podolia, Braclaw tenía sus propios jueces fronterizos, que cooperaban con los funcionarios de la Puerta otomana y el Kanato de Crimea, resolviendo conflictos entre ciudadanos de los dos países (...)
En 1598, el Sejm ordenó que todos los tribunales y sejmiks se trasladaran de Braclaw a Winnica. Como resultado, Winnica pasó a ser considerada la capital del voivodato. Dado que en el siglo XVIII la población de la región creció, en 1791 el Sejm creó otro condado, llamado condado de Boh, aumentando el número de diputados del voivodato de seis a ocho. Después de las particiones de Polonia, las autoridades rusas crearon la gobernación de Braclaw (1793-1796), cuyas tierras se dividieron entre las gobernaciones de Podolia, de Volinia y de Kiev (...)
Según el censo de 1625, el voivodato de Braclaw tenía 285 aldeas, pero su población creció tan rápido que a principios de la década de 1790, el número de aldeas aumentó a 1500 (...) Antes de la Unión de Lublin, había unos 30 castillos, fuertes y plazas fuertes en la provincia. Cincuenta años después de la unión, el número de castillos creció significativamente. La mayoría de ellos eran privados, siendo el más fuerte Uman (...) En el siglo XVIII, el voivodato tenía varias grandes residencias de magnates polacos, entre ellos Zofiowka de la familia Potocki, ubicada muy cerca de Uman.

## Gobierno municipal
Asiento del gobernador del voivodato (wojewoda):
- Braclaw (Brátslav)

Consejo regional (sejmik generalny) para todas las tierras rutenas
- Sądowa Wisznia (Sudova Vyshnia)

Asientos del consejo regional (sejmik poselski i deputacki):
- Winnica (Vínnitsa)

## División administrativa
- Condado de Bracław (Powiat bracławski), Bracław (Bratslav)
- Condado de Winnica (Powiat winnicki), Winnica (Vínnitsa)
- Distrito de Zwinogrodek o Condado de Zwinogrodek (powiat zwinogrodzki),
- Condado de Boh (powiat nadbohski), creado en 1791,

## Voivodas
- Sanguszko romano (siglo XVI)
- Aleksander Zasławski (1628–? )
- Estanislao "Rewera" Potocki (1631-1636)
- Adán Kisiel (1647–? )
- Andrzej Potocki (1662–? )
- Stanisław Lubomirski (1764–? )

## Voivodatos y regiones vecinas
- Voivodato de Podolia
- Voivodato de Kiev
- Yedisán
- Moldavia